# George Macready
George Macready, född 29 augusti 1899 i Providence, Rhode Island, död 2 juli 1973 i Los Angeles, Kalifornien, var en amerikansk skådespelare. På film fick Macready ofta gestalta ondsinta människor.
Han debuterade på Broadway på 1920-talet och medverkade i mer än 15 uppsättningar där. Macready medverkade i över 140 filmer och TV-produktioner.

## Filmografi i urval
- 1944 – Det sjunde korset
- 1946 – Gilda
- 1947 – Dansens gudinna
- 1948 – Den stora klockan
- 1948 – Mannen i mörkret
- 1949 – Lev farligt och dö ung
- 1951 – Polisstation 21
- 1951 – Rommel - ökenräven
- 1953 – Julius Caesar
- 1954 – Vera Cruz
- 1957 – Ärans väg
- 1962 – 2 veckor i en annan stad
- 1964 – 7 dagar i maj
- 1964 – Vem ligger i min grav?
- 1965 – Den stora kapplöpningen jorden runt
- 1965 – Peyton Place (TV-serie)
- 1970 – Tora! Tora! Tora!